# Cypholomia
Cypholomia és un gènere d'arnes de la família Crambidae.

## Taxonomia
- Cypholomia amphiaula Meyrick, 1934
- Cypholomia crypsibela Meyrick, 1934
- Cypholomia drosocapna (Meyrick, 1933)
- Cypholomia leptodeta Meyrick, 1933